# Funaria euryloma
Funaria euryloma är en bladmossart som beskrevs av Dixon in Christophersen 1960. Funaria euryloma ingår i släktet spåmossor, och familjen Funariaceae. Inga underarter finns listade i Catalogue of Life.